# Скелет (множество точек)
Скелет фигуры — множество точек (пикселов, вокселов), равноудаленных от границ фигуры.
Понятие скелета используется для обозначения следующих объектов:
- Дискретный (морфологический) скелет
- Непрерывный скелет (Центральное множество)
- Другие виды скелетов: прямолинейный скелет, криволинейный скелет и др.

## Скелет и парадигма «пожара в прерии»
Получение скелета области имеет наглядное объяснение, образно называемое «пожар в степи». Рассмотрим область изображения как степь, равномерно покрытую сухой травой и предположим, что вся её граница одновременно загорается. Фронт пожара распространяется внутрь области, всюду с равномерной постоянной скоростью. Результатом скелетизации будет множество точек, куда фронт огня доходит одновременно более чем с одного направления.

## Скелет бинарного изображения
Дискретный скелет

## Скелет в трехмерной графике
Дискретный скелет

## Скелет плоской фигуры
Скелетом плоской фигуры называется множество центров максимальных пустых кругов фигуры.

## Скелет связного ограниченного открытого подмножестваRn{\displaystyle \mathbb {R} ^{n}}
Скелет плоской фигуры обобщается на пространство любой размерности (см. центральное множество).

## Непрерывный скелет бинарного изображения
Непрерывным скелетом бинарного изображения называется скелет многоугольной фигуры, аппроксимирующей границу изображения.